# Brady (Washington)
Brady az Amerikai Egyesült Államok északnyugati részén, Washington állam Grays Harbor megyéjében elhelyezkedő statisztikai település. A 2010. évi népszámlálási adatok alapján 676 lakosa van.

## Népesség
A település népességének változása:
| Lakosok száma | 645  | 676  | 692  |
|               | 2000 | 2010 | 2020 |

## Nevezetes személy
- Allan Mustard, az USA egykori türkmenisztáni nagykövete és az OpenStreetMap Foundation elnöke[4]

## Fordítás
- Ez a szócikk részben vagy egészben  a   Brady, Washington című angol Wikipédia-szócikk ezen változatának fordításán alapul.  Az eredeti cikk szerkesztőit annak laptörténete sorolja fel. Ez a jelzés csupán a megfogalmazás eredetét és a szerzői jogokat jelzi, nem szolgál a cikkben szereplő információk forrásmegjelöléseként.